# Тер-Оганезов, Вартан Тигранович
Вартан Тигранович Тер-Оганезов (10 октября 1890, Тифлис — 1962, Москва) — астроном, организатор науки, один из создателей профессионального объединения астрономов СССР — Всесоюзного астрономо-геодезического общества (ВАГО). Профессор МГРИ, действительный член Русского астрономического общества, заместитель председателя Астрономического совета Академии Наук СССР.

## Биография
Вартан Тигранович Тер-Оганезов родился 10 октября 1890 года[по какому календарю?] в Тифлисе. Еще в гимназии увлекся астрономией, с десятилетнего возраста переписывался с председателем Русского астрономического общества, С. П. фон Глазенапом. По окончании гимназии поступил на физико-математический факультет Санкт-Петербургского университета. В 18-летнем возрасте стал членом Русского астрономического общества, а в 1913-1914 годах опубликовал две статьи о двухзвёздных орбитах в «Известиях Русского астрономического общества».
В 1916 году окончил университет. Вот как описывает эти события астрофизик В. В. Стратонов:
Тер-Оганезов окончил физико-математический факультет в Петрограде и хорошо сдал экзамены. Его Иванов оставил при университете стипендиатом по кафедре астрономии. Но после этого он перестал заниматься, уклонился от представления какого-либо отчета о своих работах в качестве стипендиата, почему и был исключен из списка оставленных при университете. Осенью 1917 года он явился к Иванову с повинной, прося восстановить его в положении оставленного при университете. Иванов снисходительно пошел ему навстречу и обещал, если Тер-Оганезов представит какую-либо работу, восстановить его в положении университетского стипендиата. Никакой работы он не представил; но… вслед за тем произошел большевистский переворот, и Тер-Оганезов оказался во главе всех ученых учреждений России.

### Работа в Наркомпросе
В ноябре 1917 года В. Т. Тер-Оганезов вошёл в Государственную комиссию по просвещению, главной целью которой являлось формирование стратегии реформы образования и организации научных исследований, где возглавил так называемый Научный отдел Наркомпроса — подразделение, созданное для того, чтобы курировать работу российских научных организаций. В 1918 году вступил в партию. Через несколько месяцев после отчётного доклада на коллегии Наркомпроса работа Тер-Оганезова была признана неудовлетворительной, и в помощь вчерашнему студенту было рекомендовано «привлечь еще научную величину». Вскоре Научный отдел возглавил профессор Нижегородского университета, будущий ректор Московской горной академии Д. Н. Артемьев.
За перегибы в реформировании Академии наук, Артемьева и Тер-Оганезова, не называя, впрочем, имен, раскритиковал В. И. Ленин, заявивший: «Не надо давать некоторым коммунистам-фанатикам съесть Академию!». После реорганизации Наркомпроса в феврале 1921 года оба потеряли свои высокие должности. Д. Н. Артемьев бежал за границу, а В. Т. Тер-Оганезова перебросили с руководства наукой на охрану природы и защиту окружающей среды. С 1919 года он преподавал в Московской горной академии, читал курс геометрии на кафедре математики геологоразведочного факультета.

### Работа в профессиональных организациях астрономов
В 1930 г. органами ОГПУ было разгромлено Русское общество любителей мироведения, в частности, арестован и осуждён главный редактор журнала «Мироведение» Даниил Святский. В. Т. Тер-Оганезов добился, чтобы «Мироведение» перевели из Ленинграда в Москву, и занимает пост его главного редактора. В январе 1931 года деятельность Московского любительского астрономического общества (МОЛА) стала предметом расследования комиссии из восьми человек, состоящей из представителей научного сектора Наркомпроса (В. Т. Тер-Оганезов), Академии коммунистов, Государственного астрофизического института, студентов МГУ, фабрики «Труд» и Центрального комитета Союза воинствующих атеистов. Комиссия нашла множество недостатков в деятельности МОЛА, в результате В. Т. Тер-Оганезов сменил выдающегося астронома А. А. Михайлова на посту председателя московского общества и возглавлял его последующие семь лет.
В том же году В. Т. Тер-Оганезов участвовал в проверке деятельности Государственного астрофизического института (ГАФИ). Как следствие — директора института В. Г. Фесенкова сняли, на его место назначили С. В. Орлова, а заместителем директора стал В. Т. Тер-Оганезов. Он же занял место Костицына в редколлегии «Астрономического журнала»
В 1931 г. Наркомпрос РСФСР образовал организационное бюро во главе с астрономом В. Т. Тер-Оганезовым для создания единого астрономического общества РСФСР. Вскоре в журнале «Мироведение» была опубликована Декларация организационного бюро Астрономо-геодезического общества РСФСР (АГОР). Оно призывало «всех астрономов и геодезистов объединиться в едином Астрономо-геодезическом обществе РСФСР». Впрочем, уже в 1932 году встал вопрос о создании не Всероссийского, а Всесоюзного общества.
1 августа 1932 г. состоялось заседание Президиума Всероссийского Центрального Исполнительного Комитета, на котором был утвержден Устав Всесоюзного астрономо-геодезического общества (ВАГО). После того, как ВАГО было создано на бумаге, встала задача его организационного оформления. Это произошло на I Всесоюзном астрономо-геодезическом съезде, оргкомитет по созыву которого возглавил В. Т. Тер-Оганезовым. Первым председателем Всесоюзного астрономо-геодезического общества стал известный советский астроном, профессор А. А. Михайлов, а заместителями председателя были избраны В. Т. Тер-Оганезов и А. С. Чеботарев.

### Участие в репрессиях
Начиная с 1936 года участвовал в работе нескольких комиссий, направленных Академией наук для расследования «нездоровой» ситуации в Пулковской обсерватории. Был единственным членом этих комиссий, последовательно настаивавшим на жестких мерах в отношении сотрудников обсерватории. Написал статью в «Мироведении» с названием «За искоренение до конца вредительства на астрономическом фронте» изобилующую примерно следующими выражениях:
Органами Наркомвнудела в советских астрономических учреждениях обнаружена шайка врагов народа, которая в течение ряда лет совершала свое темное дело. Эти враги, помимо прочего, старались сделать все, чтобы попытаться подорвать престиж советской астрономии и воспрепятствовать успешному ее движению. Для примера можно остановиться на одном из этих вредителей. Что он из себя представлял? Это бывший эсер, который прикинулся сторонником советской власти, который внешне на словах старался показать свое «примирение» с ней, но который часто не выдерживал и обнажал свои волчьи клыки.
Всего в Пулково было арестовано более 30 человек, многие из них, в том числе и обличенный Тер-Оганезовым директор обсерватории Герасимович были расстреляны. В этой же статье Тер-Оганезов не только заклеймил репрессированных пулковцев, но и призвал к репрессиям против тех, кто пытался смягчить их участь:
… любопытно отметить, что до сих пор еще неизвестно, какой точки зрения придерживается Академия Наук относительно ясного и безоговорочного содержания выводов упомянутой комиссии по обследованию обсерватории. Известно только, что некий проект резолюции по этому вопросу непременным секретарем Академии Н. П. Горбуновым был передан на редактирование председателю комиссии В. Г. Фесенкову, который лично за свой страх и риск его значительно «смягчил», выкинув из него острые формулировки и политические обвинения. Но и в этом политически выхолощенном виде резолюция оказалась «пропавшей грамотой».
Н. П. Горбунов был арестован через несколько месяцев после выхода статьи, в конце 1937 г., и умер в заключении. Академик Фесенков, по его признанию, каждый день ждал ареста, но отделался снятием с поста председателя Астрономического совета АН СССР и освобождением от обязанностей директора Государственного астрономического института им. Штернберга.

### Снятие с руководящих постов
В 1937 году журнал «Мироведение» прекратил свое существование — он был слит с журналом «Наука и жизнь». В том же году В. Т. Тер-Оганезов не был переизбран на пост председателя Московского отделения ВАГО. Еще раньше ГАФИ, где он получил место заместителя директора, слили с двумя другими институтами, и в новой структуре места ему не нашлось. В 1938 году В. Т. Тер-Оганезов получил без защиты степень кандидата наук и звание профессора, но не обошлось без скандала — представители Академии наук СССР выразили протест на страницах центральных изданий. Туда же, в АН СССР было передано ВАГО в связи с ликвидацией Комитета ЦИК по академическим и научным учреждениям, который он возглавлял. В этом же году его фамилия исчезла из списка редакционной коллегии «Астрономического журнала».
В 1955 году прошел второй съезд ВАГО, где В. Т. Тер-Оганезов не был никуда избран, потеряв свое место и в редакции Бюллетеня ВАГО. Единственная оставшаяся у него должность — заведование кафедрой математики в Московском геолого-разведочном институте им. Орджоникидзе, где он работал до смерти в 1962 году.

## Избранные труды
- Тер-Оганезов В. Т. О затмениях солнца / В. И. Тер-Оганезов. — Москва : ГАИЗ, 1936
- Тер-Оганезов В. Т. Солнечные затмения / Проф. В. Т. Тер-Оганезов; Ком-т по делам культ.-просвет. учреждений при Совнаркоме РСФСР. — Москва : Гос. библиот.-библиогр. изд-во, 1945
- Тер-Оганезов В. Т. Солнечные и лунные затмения : Науч.-попул. лекция / Всесоюз. о-во по распространению полит. и науч. знаний. — Москва : [Правда], 1950.
- Тер-Оганезов В. Т. Солнечные и лунные затмения. — Москва : Госкультпросветиздат, 1952.
- Тер-Оганезов В. Т. Кече да тылзе петырналтмаш : [Рушла гыч кусарыме]. — Йошкар-Ола : Кн. лукшо марий изд-во, 1953.
- Тер-Оганезов В. Т. Солнечные затмения. — Москва : Гостехиздат, 1954.
- Тер-Оганезов В. Т. Солнечные и лунные затмения. — 3-е изд., доп. и перераб. — Москва : Госкультпросветиздат, 1954.
- Тер-Оганезов В. Т. Что говорит наука и что говорит Библия о Вселенной : (Две беседы) / Всесоюз. о-во по распространению полит. и науч. знаний. — Москва : «Знание», 1956.
- Тер-Оганезов В. Т. Наука и религия о солнечных затмениях. — Москва : Воениздат, 1961.